# Бутучи (Прахова)
Бутучи (рум. Butuci) насеље је у Румунији у округу Прахова у општини Санђеру. Oпштина се налази на надморској висини од 224 m.

## Становништво
Према подацима из 2002. године у насељу је живело 275 становника, од којих су сви румунске националности.